# Московское общество распространения коммерческого образования

Обложка обзора деятельности М.О.Р.К.О. за 10 лет своего существования. 1907 год.

Московское общество распространения коммерческого образования — общественная организация, созданная в 1897 году в Москве.

## История
Учредительное собрание первого Общества для распространения коммерческих знаний состоялось в Санкт-Петербурге 18 октября 1889 года. В 1895 году было образовано Киевское общество распространения коммерческого образования. В 1896 году в Санкт-Петербурге появилось ещё одно общество распространения коммерческого образования — Петровское. Один из его основателей, С. С. Григорьев, в 1897 году предложил создать аналогичное общество в Москве.
Уже 11 сентября Устав общества был утверждён, а 19 ноября в помещении московского купеческого общества взаимного кредита был избран комитет общества:
- председатель — А. С. Вишняков;
- товарищ председателя — С. А. Булочкин;
- члены комитета общества:
  - Н. М. Горбов;
  - Н. И. Гучков;
  - С. С. Карзинкин;
  - И. А. Коновалов;
  - С. И. Лямин;
  - К. К. Мазинг;
  - В. С. Мамонтов;
  - Н. Г. Никаноров;
  - А. П. Осипов;
  - В. И. Руднев;
  - Д. А. Серебряков;
  - С. Н. Третьяков.

В 1898 году обществом было открыто в Москве 6 вечерних торговых классов, заведовать которыми был назначен А. Н. Глаголев. Развитие их привело к созданию мужского (1901), и женского коммерческого училищ; директором обоих стал Глаголев. 14 сентября 1906 года общество открыло Высшие коммерческие курсы (директор — профессор П. И. Новгородцев), преобразованные затем в Московский коммерческий институт.